# Festival interculturel du conte de Montréal
Le Festival interculturel du conte de Montréal, créé en 1993 par Marc Laberge, est un événement qui se déroule à tous les deux ans en octobre dans différents lieux à Montréal. Il met en vedette des artistes du conte venant du Québec, du Canada et du monde.  Aujourd’hui reconnu dans toute la francophonie, et même au-delà, comme l’un des grands acteurs dans le domaine de l’oralité, il est le plus important événement du genre au Canada.

## Description
Le Festival interculturel du conte de Montréal a pour mandat de promouvoir la parole comme patrimoine multiculturel et de favoriser, au moyen du conte et de l’oralité, un rapprochement entre les gens. Il œuvre donc à faire connaître les conteurs du Québec et d’ailleurs, ainsi qu’à tisser des liens avec des organismes d’ici et de l’étranger. 
Agissant comme un événement rassembleur au Canada, le Festival tisse également des liens avec des organisateurs de l’étranger (Algérie, Belgique, Espagne, France, Maroc, Pays de Galles, Pologne, Suisse, etc.), dont plusieurs qu’il invite pour envisager et développer des projets d’ententes et des partenariats. Inversement, pour concrétiser une volonté de réciprocité, les festivals de conte du Québec invitent toujours de nombreux conteurs de l’étranger.

### Visées de l'événement
Les principaux objectifs du Festival visent à :
- Créer un pôle de rencontre pour les conteurs et les conteuses, le public, les programmateurs et les organisateurs de festival, d’origines et de cultures différentes autour de l’art du conte;

- Redonner un sens essentiel à la parole, à l’écoute et au dialogue au-delà de toute forme de clivage;

- Renforcer la synergie entre les festivals du conte canadiens et internationaux.

### Conteurs et conteuses invités
Depuis 1993 le FICM a présenté, entre autres, les artistes du conte suivants (liste non-exhaustive):
Du Québec : Michel Faubert, Jocelyn Bérubé, Fred Pellerin, Joujou Turenne, François Lavallée, Simon Gauthier, Nadine Walsh, Alain Lamontagne, Renée Robitaille, Mike Burns, Cédric Landry, Franck Sylvestre, Stéphane Guertin, Mafane, Céline Jantet, Françoise Crête, Nadyne Bédard, Ariane Labonté, Paul Bradley, Carine Kasparian, Sylvi Belleau, Yolaine, Marie Lupien-Desrochers, André Lemelin, Jean-Marc Massie, Danielle Brabant, Caroline Legault, Éveline Ménard, Karine Echaquan, Pierre Labrèche, Diane-Marie Racicot, Arleen Thibault, Oro Anahory- Librowicz, Judith Poirier, Mireya Bayancela, Gisèle Ndong Biyogo, Francis Désilets, Éric Michaud, Isabelle St-Pierre, Mathieu Lippé, Claudette L’Heureux, Alexis Roy, Denis Gadoury, Benoît Davidson, Robert Seven Crows Bourdon.
Du Canada : Ivan Coyote (en), Mariella Bertelli, Louise Profeit-Leblanc, Dan Yashinsky, Jan Andrews, Tamar Ilana, Marta Singh, Clara Dugas, Bruce Sinclair, Dale Jarvis, Melanie Ray.
De l’international : Michel Hindenoch, Catherine Zarcate, Taxi Conteur, Catherine Gaillard, Catherine Pierloz, Olivier de Robert, Rachid Bouali, Aïni Iften, Jeanne Ferron, Jihad Darwiche, Ladji Diallo, Chirine El Ansary, Jean-Jacques Fdida, Alberto Garcia Sanchez, TUUP, Layla Darwiche, Michèle Nguyen, Najoua Darwiche, Jan Blake, Hugh Lupton (en), Ben Haggarty, Valer Egouy, Jean-Marc Derouen, Patrick Ewen, Mariam Koné, Ahmed Afiz, Armelle et Peppo Audigane, Amélence Darbois, Halima Hamdané.

## Historique
L’idée de créer un tel événement est venue à son fondateur, Marc Laberge — lui-même auteur, conteur, ethnographe et photographe —, à la suite du constat qu’il faisait de la rupture avec la tradition du conte qui avait pourtant été si importante au Québec. Cette démarche s'inscrivait dans le mouvement du renouveau du conte au Québec.
Un défi qui a été relevé par la création du Festival interculturel du conte de Montréal en 1993, un nouvel organisme qui prenait en compte la nouvelle réalité pluriethnique et multiculturelle du Québec. Événement annuel de 1993 à 1995, le Festival fera relâche en 1996 afin de lui permettre de prendre plus d’ampleur et de devenir un événement biennal.
Un volet anglophone c’est ajouté à l’événement en 1995, sous l’égide de la directrice artistique et conteuse Rosalyn Cohen. Événement annuel de 1993 à 1995, le Festival devient un événement biennal à partir de 1997. Le Festival devient le Festival interculturel du conte du Québec en 1999, et le demeure jusqu’en 2017.
En 2015, le fondateur Marc Laberge a passé les rênes du festival à Stéphanie Bénéteau à la  suite d'un mentorat d’un an qui fut un processus exemplaire de passation. La nouvelle directrice était bien connue du milieu : non seulement était-elle conteuse professionnelle tant au Québec qu’à l’international et formatrice, mais elle avait aussi dirigé le volet anglophone du Festival en 2009.

## Interculturalité
Depuis sa fondation en 1993, le Festival a présenté des conteurs et des conteuses originaires de plus d'une cinquantaine de pays dont d’Algérie, d’Allemagne, d’Angleterre, des Antilles, d’Argentine, de Belgique, du Burkina Faso, de Corse, du Canada, de la République démocratique du Congo, de Côte d’Ivoire, de Cuba, d’Écosse, d’Égypte, d'Espagne, des États-Unis de France, du Gabon, d’Irlande, d’Italie, du Liban, du Maroc, des Pays-Bas, du Pays basque, du Pays de Galles, de Pologne, du Portugal, de Suède, de Suisse, du Tchad, du Togo, de la Tunisie, du Venezuela et du Zaïre.

## Direction artistique
Si aux débuts du FICM la programmation était axée sur la découverte des paroles traditionnelles de diverses cultures, depuis l’arrivée de la nouvelle directrice en 2015 le FICM se positionne comme diffuseur d’un art contemporain, puisant tant dans les sources traditionnelles de l’oralité que dans des récits contemporains afin de créer une oralité urbaine, actuelle et métissée, miroir de notre réalité citadine. L’interculturalité est encore au cœur du projet mais il se manifeste de façons diverses, refusant les stéréotypes folklorisés, s’ouvrant sur les collaborations entre artistes de diverses origines et cultures qui réinventent sans cesse l’art du conte afin de rejoindre les publics d’aujourd’hui.
Le FICM est composé de différents volets, présentant chacun des thématiques. Certaines de ces thématiques changent d’année en année et d’autres restent. En 2019 le FICM a présenté les volets suivants : Volet international, volet Mythologies, volet Les Grandes Soirées,  volet Femmes d’ici, femmes du monde, volet Contes au musée, volet Accents d’ici, volet Familles, volet Rencontres et le volet anglophone. Il y a eu aussi dans les années antérieures le volet Autochtone, le volet LGBTQ et le volet Audacieux et Allumés.

## Prix et distinctions
En 1997, le Festival a reçu un « Prix de reconnaissance » en tant que finaliste du Grand Prix du Conseil des arts de Montréal. En 2007, l’Association Festivals et événements du Québec catégorie affiches a classé l’affiche composée par Benoît Laverdière au rang de finaliste pour le Prix Coup d’Éclat, catégorie budget moins de 500 000 dollars. En 2009, le directeur du Festival interculturel du conte du Québec, M. Marc Laberge, a reçu le Prix Acadie-Québec  pour son apport remarquable au développement et à la consolidation des relations entre l’Acadie et le Québec.
En 2016, sous l’égide de la nouvelle directrice, le Festival s'est tenu au rang de finaliste pour le "Grand Prix" du Conseil des arts de Montréal.  En 2018 Stéphanie Bénéteau a reçu le Prix Jocelyn Bérubé, surnommé aussi « Oscar du conte » pour sa contribution exceptionnelle au conte au Québec. Le FICM reçoit aussi un prix du Festival international de contes de Mont Pelion (Grèce) pour sa contribution à la discipline conte au niveau international.

## Le marathon du conte
Un des événements signature du FICM est l’événement de clôture nommé Marathon du conte. Une trentaine de conteurs et de conteuses se relaient sur scène pendant huit à dix heures.

## Le Combat des contes
Lors de la 15e édition en 2019, le Festival interculturel du conte de Montréal a tenu son tout premier Combat des contes à l’auditorium de la Grande Bibliothèque.  Le Combat était animé par l’écrivain Jean Barbe.
Le Combat des contes est né d’un désir de faire connaitre et aimer le conte pour adultes, au-delà des stéréotypes parfois véhiculés. Ainsi, cinq personnalités publiques se sont lancées dans l’arène pour défendre cinq contes finalistes. Quel conte vivant, c’est-à-dire appartenant au répertoire d’un de nos artistes de la parole, est le plus pertinent, le plus important ou même le plus beau parmi les cinq ?
Les contes finalistes en 2019 étaient :
- La fille aux mains coupées porté par Michel Faubert, défendu par l’écrivaine Chrystine Brouillet;
- Phaéton, porté par Jocelyn Bérubé, défendu par l’astrophysicien Robert Lamontagne ;
- 1734, porté par Franck Sylvestre, défendu  par la météorologue et auteure jeunesse Ève Christian ;
- L’amélanchier, porté par Nadine Walsh, défendu par la réalisatrice et comédienne Micheline Lanctôt;
- L’œil de la baleine, porté par Simon Gauthier , défendu par la biologiste et auteure jeunesse Évelyne Daigle.

En 2019, le conte gagnant du Prix du jury était Phaéton et celui du Prix du public était 1734.

## Porte-paroles des éditions antérieures du Festival
2017 Joséphine Bacon et Chloé Sainte-Marie
2013 Jocelyn Bérubé
2011 Nabila Ben Youssef
2009 Boucar Diouf
2007 Kim Yaroshevskaya
2005 Fred Pellerin
2003 Serge Bouchard
2001 Henri Gougaud
1999 Jude Le Paboul
1997 Julos Beaucarne
1995 Père Anselme Chiasson et Mme Viola Léger
1994 Père Germain Lemieux
1993 Michel Cailloux